# Toni Schröder
Toni Schröder (* 22. April 1932 in Salzkotten; † 13. März 2011 ebenda) war ein deutscher Politiker, ehemaliger Landtagsabgeordneter (CDU) und Ehrenbürger der Stadt Salzkotten.

## Leben und Beruf
Nach dem Besuch der Volksschule absolvierte er eine Bäckerlehre und legte 1955 die Meisterprüfung ab. Seit 1959 war er selbstständiger Getränkefachgroßhändler.
Von 1964 an war Schröder Mitglied der CDU. Er war in zahlreichen Parteigremien vertreten, so z. B. als Vorsitzender der Ortsunion Salzkotten von 1966 bis 1976 oder als Vorsitzender des Stadtverbandes der Senioren-Union. Von 1969 bis 1994 war er erster stellvertretender Bürgermeister der Stadt Salzkotten. 
Er wurde besonders auch im kulturellen und kulturhistorischen Bereich aktiv und setzte sich über Jahrzehnte für die Stadt und ihre Bürger ein. 
Schröder erhielt 1988 das Verdienstkreuz des Verdienstordens der Bundesrepublik Deutschland. Im Jahr 2003 wurde ihm das Ehrenbürgerrecht der Stadt Salzkotten verliehen.

## Abgeordneter
Vom 29. Mai 1980 bis zum 30. Mai 1990 war Schröder Mitglied des Landtags des Landes Nordrhein-Westfalen. Er wurde jeweils im Wahlkreis 117 Paderborn I direkt gewählt. Dem Stadtrat der Stadt Salzkotten gehörte er von 1965 bis 1994 an.